# David Dunn (Politiker)

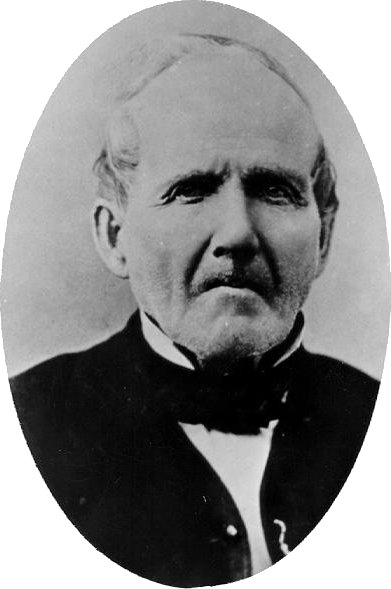
David Dunn

David Dunn (* 17. Januar 1811 in Cornish, York County, Massachusetts; † 17. Februar 1894 in Mechanic Falls, Maine) war ein US-amerikanischer Politiker und 1844 kommissarischer Gouverneur des Bundesstaates Maine.

## Werdegang
Der im heutigen Maine geborene David Dunn besuchte die Gemeinschaftsschulen in seiner Heimat. Er studierte die Rechtswissenschaften, bekam 1833 seine Zulassung als Anwalt und eröffnete dann eine Anwaltspraxis in Poland Corner. Dunn entschloss sich 1840 eine politische Laufbahn einzuschlagen, als er erfolgreich für einen Sitz im Repräsentantenhaus von Maine kandidierte. Er hielt dieses Mandat vier Jahre lang und war die letzten zwei Jahre als Speaker tätig. Am 1. Januar 1844 trat Gouverneur Edward Kavanagh von seinem Posten zurück und Dunn, der damals als Speaker fungierte, übernahm daraufhin dessen Amtsgeschäfte. Er bekleidete diesen Posten nur bis zum 3. Januar 1844, als er von seinem Posten als Speaker zurücktrat. Dunn kehrte zu seiner Tätigkeit in seiner Anwaltspraxis zurück und zog sich für eine kurze Zeit aus dem öffentlichen Leben zurück. Später erhielt er 1857 eine Ernennung als Clerk im Postamt in Washington, D.C., eine Stellung, die er bis 1861 innehatte.